# Kovalens sugár

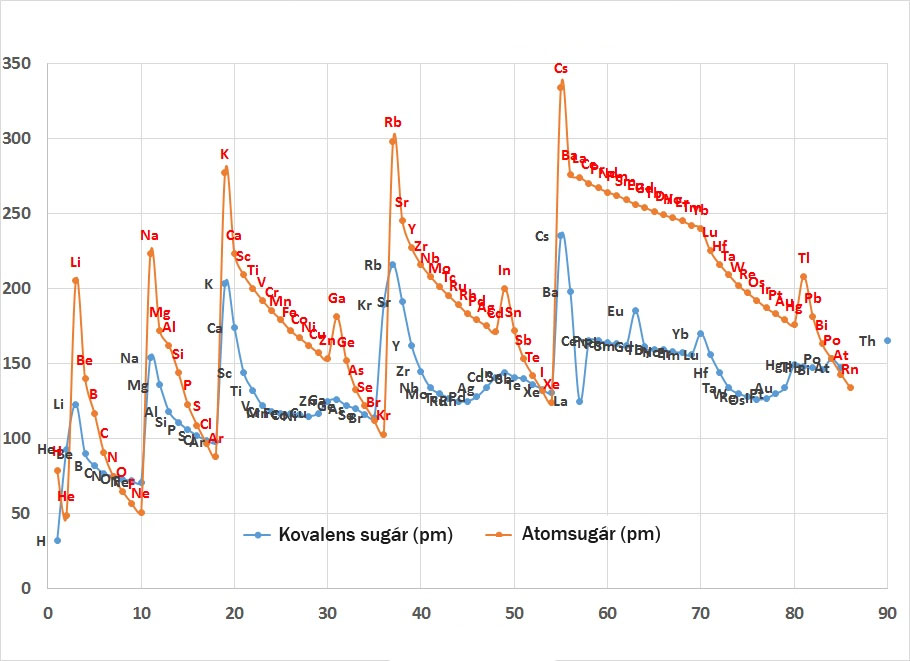
Kovalens és az atomsugár összehasonlító ábrája

A fizikai kémiában és az atomfizikában a kovalens sugár ({\displaystyle r_{kov}}) az atomok közti kötéstávolságot leíró fizikai-kémiai jellemző. Az empirikus mennyiséget atomok jellemzőjeként adják meg, amely egy bizonyos közelítésben a kovalens kötéstávolságok becslésére alkalmazható.

## Fizikai leírása
A két egymással kovalens kötésben álló atom kovalens sugarának az összege első közelítésben megadja a kötéstávolságot. Valójában ez csak leíró jellegű mennyiség, mely bizonyos esetekben pontosításra szorul. Heteroatomos kötésben például figyelembe kell venni, hogy a kötés ionos jelleggel bírhat, mely hatással lehet a kötéstávolságra. Továbbá a kettős és hármas kovalens kötésekre azonos atomnak mások a kötéstávolságai, így {\displaystyle \pi }-kötések jelenlétében vagy hibridizáció esetén a fenti, a kovalens sugáron alapuló empirikus kép tovább módosul.
A kovalens sugarat rendszerint röntgendiffrakciós vizsgálatokkal mérik, értékét pm-ben (pikométer) vagy angströmben adják meg.

## Néhány elem
Az alábbi táblázat néhány elem kovalens sugarának és más atomi méreteinek összevetését tartalmazza.
| Elem neve                                                                                   | Csoport | Vegyjel | Bohr-sugár [Å] | {\displaystyle U_{ion(1)}}[eV] | Kovalens sugár [Å] | Elektronsugár [Å] | Magsugár [Å] |
| ------------------------------------------------------------------------------------------- | ------- | ------- | -------------- | ------------------------------ | ------------------ | ----------------- | ------------ |
| Hidrogén                                                                                    | 1A      | H       | 0,53           | 13,598                         | 0,37               | 0,33              | 0,20         |
| Lítium                                                                                      | 1A      | Li      | 1,34           | 5,392                          | 1,75               | 0,83              | 0,51         |
| Nátrium                                                                                     | 1A      | Na      | 1,40           | 5,139                          | 1,83               | 0,84              | 0,57         |
| Kálium                                                                                      | 1A      | K       | 1,66           | 4,341                          | 2,26               | 1,03              | 0,63         |
| Rubídium                                                                                    | 1A      | Rb      | 1,72           | 4,177                          | 2,79               | 1,07              | 0,66         |
| Cézium                                                                                      | 1A      | Cs      | 1,85           | 3,894                          | 3,02               | 1,14              | 0,71         |
| Berillium                                                                                   | 2A      | Be      | 0,77           | 9,323                          | 1,11               | 0,48              | 0,29         |
| Magnézium                                                                                   | 2A      | Mg      | 0,94           | 7,646                          | 1,60               | 0,58              | 0,36         |
| Kalcium                                                                                     | 2A      | Ca      | 1,18           | 6,113                          | 1,98               | 0,73              | 0,45         |
| Bór                                                                                         | 3A      | B       | 0,87           | 8,298                          | 0,89               | 0,54              | 0,33         |
| Alumínium                                                                                   | 3A      | Al      | 1,20           | 5,986                          | 1,43               | 0,74              | 0,46         |
| Gallium                                                                                     | 3A      | Ga      | 1,20           | 5,999                          | 1,60               | 0,74              | 0,46         |
| Indium                                                                                      | 3A      | In      | 1,24           | 5,786                          | 1,63               | 0,77              | 0,48         |
| Túlium                                                                                      | 3A      | Tl      | 1,18           | 6,108                          | 1,70               | 0,73              | 0,45         |
| Szén                                                                                        | 4A      | C       | 0,64           | 11,260                         | 0,71               | 0,40              | 0,24         |
| Nitrogén                                                                                    | 5A      | N       | 0,50           | 14,534                         | 0,55               | 0,31              | 0,19         |
| Foszfor                                                                                     | 5A      | P       | 0,69           | 10,487                         | 1,11               | 0,42              | 0,26         |
| Arzén                                                                                       | 5A      | As      | 0,74           | 9,789                          | 1,25               | 0,45              | 0,28         |
| Oxigén                                                                                      | 6A      | O       | 0,53           | 13,618                         | 0,60               | 0,33              | 0,20         |
| Kén                                                                                         | 6A      | S       | 0,69           | 10,360                         | 1,04               | 0,43              | 0,27         |
| Szelén                                                                                      | 6A      | Se      | 0,61           | 11,814                         | 0,91               | 0,38              | 0,23         |
| Tellúr                                                                                      | 6A      | Te      | 0,80           | 9,010                          | 1,43               | 0,49              | 0,31         |
| Fluor                                                                                       | 7A      | F       | 0,41           | 17,423                         | 0,71               | 0,26              | 0,16         |
| Klór                                                                                        | 7A      | Cl      | 0,56           | 12,968                         | 0,99               | 0,34              | 0,21         |
| Hélium                                                                                      | 8A      | He      | 0,29           | 24,587                         | 0,46               | 0,18              | 0,11         |
| Neon                                                                                        | 8A      | Ne      | 0,33           | 21,565                         | 0,67               | 0,21              | 0,13         |
| Argon                                                                                       | 8A      | Ar      | 0,46           | 15,760                         | 0,96               | 0,28              | 0,17         |
| Kripton                                                                                     | 8A      | Kr      | 0,51           | 14,000                         | 1,17               | 0,32              | 0,20         |
| Xenon                                                                                       | 8A      | Xe      | 0,59           | 12,130                         | 1,31               | 0,37              | 0,23         |
| Minden sugár angströmben, az ionizációs potenciál ({\textstyle U_{ion(1)}}) eV-ban értendő. |         |         |                |                                |                    |                   |              |